# Vincent Pelluard
Vincent Pelluard, né le 31 mai 1990 à Joué-lès-Tours, est un coureur cycliste franco-colombien. Spécialiste du BMX, il est notamment champion de France de BMX en 2013.

## Biographie
Vainqueur du Campeonato Internacional de Las Luces à Medellín, en décembre 2013, Vincent Pelluard signe un contrat professionnel de trois ans avec l'équipe colombienne GW Shimano, formation de sa compagne, la championne olympique de BMX Mariana Pajón. Il a l'intention de préparer les échéances de la saison 2014, comme les manches de Coupe du Monde ou les Mondiaux de Rotterdam, en territoire colombien. Il a à son palmarès trois championnats de France, une Coupe de France, une Coupe d'Europe et deux titres mondiaux juniors. La saison 2013 l'a vu remporter le championnat de France Élite, malgré une fracture du pouce et atteindre les demi-finales des manches de coupe du monde à Santiago del Estero et à Chula Vista. Il termine la saison au dixième rang mondial. En février 2014, sous ses nouvelles couleurs, il remporte la première compétition qu'il dispute, une manche du championnat de Colombie.
Depuis 2018, il a la nationalité colombienne, après s'être marié à la cycliste Mariana Pajón.

## Palmarès en BMX

### Championnats du monde
- Victoria 2007[10]
  - 6e du BMX juniors
  - 8e du BMX Cruiser juniors
- Taiyuan 2008
  -  Médaille d'argent du BMX juniors
  -  Médaille d'argent du BMX Cruiser juniors
- Adélaïde 2009
  -  Médaille de bronze du BMX Cruiser
- Pietermaritzburg 2010
  - 25e du BMX
- Copenhague 2011
  - 41e du contre-la-montre de BMX[11]
  - 55e du BMX[12]
- Birmingham 2012
  - 22e du BMX[13]
  - 24e du contre-la-montre de BMX[14]
- Auckland 2013
  - 13e du contre-la-montre de BMX[15]
  - 34e du BMX[16]
- Nantes 2022
  - 10e du BMX

### Coupe du monde
- 2009 : 14e du classement général
- 2010 : 24e du classement général
- 2011 : 58e du classement général
- 2012 : 22e du classement général
- 2013 : 12e du classement général
- 2014 : 26e du classement général
- 2015 : 82e du classement général
- 2016 : 30e du classement général
- 2017 : 28e du classement général
- 2018 : 33e du classement général
- 2020 : 13e du classement général
- 2021 : 4e du classement général, vainqueur de deux manches
- 2022 : 40e du classement général

### Championnats d'Europe
- 2013
  - 7e des championnats d'Europe de BMX[17]

### Coupe d'Europe
- 2017 : 19e du classement général

### Championnats de France
- Champion de France Elite 2013
- Vainqueur Junior en 2007 - Cruiser et 20 pouces

## Palmarès sur piste

### Championnats de Colombie
- Cali 2019
  -  Médaillé d'or de la vitesse par équipes (avec Rubén Darío Murillo et Santiago Ramírez)[18].

### Championnats panaméricains
- Cochabamba 2019
  - Disqualifié de la vitesse par équipes (avec Rubén Darío Murillo et Santiago Ramírez)[19].